# 9879 Mammuthus
A 9879 Mammuthus (ideiglenes jelöléssel 1994 PZ29) a Naprendszer kisbolygóövében található aszteroida. Eric Walter Elst fedezte fel 1994. augusztus 12-én.